# 정유지
정유지(鄭有智, 1991년 1월 2일 ~ ) 대한민국의 가수, 뮤지컬 배우이다.

## 내력
- JYP 엔터테인먼트에서 연습생 생활을 시작했다.
- 송지은, 효린과 하니과 3인조 걸 그룹으로 데뷔하려고 하였으나 무산되었다.[1]
- 2015년 5월에 앨범 Love emotion 을 발표한 이후 거의 활동없이 지내던 중 2017년 9월, 같은 팀 멤버인 다혜와 함께 소속사와의 전속계약 해지를 요청하면서 팀 탈퇴의사를 밝혔다.
- 탈퇴 후 민우혁의 소속사 '큐로홀딩스'와 계약을 했다.

## 학력
- 리라아트고등학교 실용음악과 2006년 ~ 2009년 졸업
- 서울예술대학교 실용음악과 휴학

## 음악 작품

### 싱글
- "너만 봐" (2015)
- "걷던 그 길" (2015)
- "새로운 세계" (2016)
- "Alive" (2016)
- "별 그림" (2017)

## 출연 작품

### 예능
- 2015년 MBC《미스터리 음악쇼 복면가왕》 - 아이 러브 커피
- 2016년 JTBC《걸 스피릿》 - 고정
- 2021년 JTBC《싱어게인2》 - top39

### 뮤지컬
- 2014년 《풀 하우스》 - 정혜원 역
- 2015년 《드림걸즈》 - 디나 존스 역
- 2018년 《노트르담 드 파리》 - 에스메랄다 역
- 2019년 《안나 카레니나》 - 키티 세르바츠카야 역
- 2021년 《마리 앙투아네트》 - 마그리드 아르노 역
- 2022년 《지킬 앤드 하이드》 - 루시 해리스 역
- 2022년 《웨스트 사이드 스토리》 - 아니타 역